# Ханты-Мансийский окружной комитет КПСС
Ханты-Мансийский окружной комитет КПСС − центральный партийный орган, существовавший в Ханты-Мансийском АО c января 1932 года по 6 ноября 1991 года.

## История
- 10 декабря 1930 года образован Остяко-Вогульский национальный округ (в составе Уральской области) и в связи с этим, в январе 1932 года был создан Остяко-Вогульский окружной комитет ВКП(б).
- C 7 декабря 1934 Остяко-Вогульский национальный округ в составе Омской области.
- 23 октября 1940 года Остяко-Вогульский национальный округ переименован в Ханты-Мансийский национальный округ. Соответственно был переименован и партийный комитет.
- С 14 августа 1944 года Ханты-Мансийский национальный округ в составе Тюменской области.
- 13 октября 1952 года Ханты-Мансийский окружной комитет ВКП(б) переименован в Ханты-Мансийский окружной комитет КПСС.
- 7 октября 1977 Ханты-Мансийский национальный округ преобразован в Ханты-Мансийский автономный округ.
- 23 августа 1991 года деятельность КПСС на территории РСФСР приостановлена, а 6 ноября того же года запрещена.

## Остяко-Вогульский — Ханты-Мансийский окружной комитет ВКП(б) — КПСС, ответственные — 1-е секретари
1.1932 — 27.3.1933 — ответственный секретарь Дружинин, Фёдор Лаврентьевич (1917,)

27.3.1933 — 1934 — ответственный секретарь Сирсон, Артур Янович (1919,)

1934 — 20.3.1936 — Широков, Михаил Васильевич

20.3.1936 — 29.8.1938 — Павлов, Фёдор Алексеевич (1917,)

29.8 — 10.12.1938 — вакансия, и. о. 2-й секретарь окружного комитета ВКП(б)

10.12.1938 — 7.3.1940 — и. о. Волков, Пётр Макарович (1925, 1903-)

8.3.1940 — 21.10.1940 — Волков, Пётр Макарович (1925, 1903-)

21.10.1940 — 1941 — и. о. Кулагин, Иван Ефимович (1928,)

1941 — 10.1.1945 — Кулагин, Иван Ефимович (1928,)

13.1.1945 — 1946 — Уженцев, Василий Васильевич (, 1909-)

1946 — 13.1.1948 Ершов, Фёдор Иванович

13.1.1948 — 12.9.1952 — Иваненко, Николай Васильевич (1919, 1900—1997)

9.1952 — 14.9.1954 — Золотухин, Анисим Семёнович

14.9.1954 — 1957 — Савин, Михей Яковлевич (1937, 1912—1982)

1957 — 22.9.1961 — Кузнецов, Григорий Яковлевич (1932, 1909—1994)

23.9.1961 — 1962 — Зайченко, Виталий Витальевич (, 1924—1998)

1.1963 — 19.2.1966 — Соловьёв, Сергей Фёдорович (1939, 1916—1990)

2.1966 — 7.1970 — Телепнёв, Пётр Максимович (1956, 1930-2013)

7.1970 — 28.8.1973 — Кудрявцев, Лев Иванович (1951,)

28.8.1973 — 1975 — Бахилов, Василий Васильевич (1942, 1920—1983)

1975—1977 — Старцев, Юрий Павлович (, 1935-1995)

1977—1982 — Петров, Владимир Сергеевич (, 1932-2014)

1982 — 29.4.1985 — Китаев, Виктор Васильевич (1965, 1939—2008)

29.4.1985 — 1990 — Чурилов, Валерий Андреевич (, 1946-)

1.12.1990 — 8.1991 — Рыбалов, Алексей Аркадьевич (1972, 1950-)

## Остяко-Вогульский — Ханты-Мансийский окружной комитет ВКП(б) — КПСС, 2-е секретари
1935—1936 Марпург В. А.

1936 — 12.4.1937 — Горбунов Н. В.

16.4.1937 — 4.4.1941 — Ернов, Лука Фёдорович (1928, 1896-)

4.4.1941 — 1944 — Гаман, Иван Иванович (1931, 1902-)

24.7.1944 — 10.1.1945 — Уженцев, Василий Васильевич (, 1909-)

13.1.1945 — 1946 — Ершов, Фёдор Иванович

12.3.1947 — 13.1.1948 — Иваненко, Николай Васильевич (1919, 1900—1997)

13.1 — 8.1948 — Лоскутов, Аркадий Николаевич (1944, 1906—1981)

13.12.1948 — 1951 — Наумов, Дмитрий Георгиевич

1951 — 14.9.1954 — Савин, Михей Яковлевич (1937, 1912—1982)

1957—1961 — Киселёв, Леонид Екимович (, 1927—1990)

1961 — 2.1963 — Комиссаров, Сергей Алексеевич (1943, 1921—1989)

2.1963 — 19.2.1966 — Телепнёв, Пётр Максимович (1956, 1930-)

2.1966 — Плесовских, Пётр Евгеньевич

1971—1975 — Старцев, Юрий Павлович (, 1935-)

1975 — 12.1978 — Тайлашев, Леонид Георгиевич

8.12.1978 — 24.3.1980 — Смальков, Владимир Михайлович

24.3.1980 — 1982 — Москаленко, Николай Андреевич (, 1934—2011)

1982 — 3.1987 — Ушаков, Анатолий Константинович (1939, 1939-)

3.1987 — 3.1989 — Филипенко, Александр Васильевич (, 1950-)

3.1989 — 12.1990 — Рыбалов, Алексей Аркадьевич (1972, 1950-)

12.1990 — 8.1991 — Карасёв, Владимир Иванович (, 1952-)